# سیارک ۹۱۴۳
سیارک ۹۱۴۳ (به انگلیسی: 9143 Burkhead، نامگذاری:1955SF) نه هزار و صد و چهل و سومین سیارک کشف شده‌است که در ۱۶ سپتامبر ۱۹۵۵ کشف شد.